# Ilmarinen
Ilmarinen (Ilmari, Ilmar, az udmurt Inmar és a lapp Ilmaracse finn megfelelője) a Kalevala egyik szereplője, a finn mondavilág mitikus kovácsa. Eredetileg a levegő istene volt, egyben építész és kovács. Anyja Lokka.
Elkészítette a szampót, hogy elnyerje Louhi lányának kezét. Megegyeztek Vejnemöjnennel, hogy az kapja kettejük közül a lányt, akihez annak szíve húz. A szűz Ilmari mestert választotta és segítette a Louhi által kiszabott próbafeladatok elvégzésében (kígyókkal és férgekkel teli föld felszántása, a halálisten medvéjének és az alvilág farkasának elhozása, egy alvilági folyóban élő csuka elfogása puszta kézzel). Így nősült meg, lakodalmuk világraszóló volt, egyedül Lemminkejnen nem volt a meghívottak között. Boldogsága azonban nem tartott sokáig, mert Kullervó vadállatokkal tépette szét az asszonyt, amiért az rosszul bánt vele. Akkor aranyból és ezüstből kovácsolt egy asszonyt, de ez nem nyerte meg tetszését. Ezért ismét Pohjolába ment, megkérni sógornőjét. Nem adták, ezért elrabolta, amikor pedig rájött az asszony hűtlenségére, csüllővé (sirállyá) változtatta.
Elmesélte Vejnemöjnennek, hogy milyen gazdag az élet Pohjolában, erre elindultak, hogy visszaszerezzék a szampót. Kardot kovácsolt Vejnemöjnennek.
Ő kovácsolta azt a gereblyét, amivel Lemminkejnen anyja kihalászta fia holttestét az alvilág folyójából.
Tovább is segített Vejnemöjnennek, óriási szerszámokat készített, hogy be tudjanak hatolni a hegyekbe, ahová Louhi a Napot és a Holdat rejtette.